# Джон Джеймс (тенісист)
Джон Джеймс (англ. John James; нар. 7 березня 1951) — колишній австралійський тенісист.
Найвищу одиночну позицію світового рейтингу — 91 місце досяг 26 грудня 1976, парну — 349 місце — 3 січня 1983 року.
Здобув 2 парні титули.
Найвищим досягненням на турнірах Великого шолома був півфінал в парному розряді.

## Фінали за кар'єру

### Одиночний розряд (1 поразка)
| Результат | W-L | Дата     | Турнір       | Покриття | Суперник       | Рахунок       |
| --------- | --- | -------- | ------------ | -------- | -------------- | ------------- |
| Поразка   | 0–1 | Лип 1978 | Ньюпорт, США | Трава    | Бернард Міттон | 1–6, 6–3, 6–7 |

### Парний розряд (2–7)
| Результат | W-L | Дата | Турнір              | Покриття | Партнер       | Суперники                   | Рахунок       |
| --------- | --- | ---- | ------------------- | -------- | ------------- | --------------------------- | ------------- |
| Поразка   | 0–1 | 1976 | Лондон, Англія      | Килим    | Джон Фівер    | Девід Ллойд Джон Ллойд      | 4–6, 6–3, 2–6 |
| Поразка   | 0–2 | 1977 | Базель, Швейцарія   | Килим    | Джон Фівер    | Марк Кокс Бастер Моттрам    | 5–7, 4–6, 3–6 |
| Поразка   | 0–3 | 1978 | Луїсвілл, США       | Ґрунт    | Віктор Амая   | Войцех Фібак Віктор Печчі   | 4–6, 7–6, 4–6 |
| Поразка   | 0–4 | 1979 | Сарасота, США       | Килим    | Кіт Річардсон | Стів Крулевітс Іліє Настасе | 6–7, 3–6      |
| Поразка   | 0–5 | 1979 | Ньюпорт, США        | Трава    | Кріс Кехел    | Роберт Лутц Стен Сміт       | 4–6, 6–7      |
| Поразка   | 0–6 | 1979 | Брисбен, Австралія  | Трава    | Кріс Кехел    | Росс Кейс Джефф Мастерз     | 6–7, 2–6      |
| Перемога  | 1–6 | 1980 | Гобарт, Австралія   | Тверде   | Кріс Кехел    | Філ Девіс Бред Гван         | 6–4, 6–4      |
| Поразка   | 1–7 | 1980 | Палм-Гарбор, США    | Тверде   | Стів Дочерті  | Пол Кронк Пол Макнамі       | 4–6, 5–7      |
| Перемога  | 2–7 | 1981 | Аделаїда, Австралія | Трава    | Колін Діблі   | Крейґ Едвардс Едді Едвардс  | 6–3, 6–4      |